# Grand Colombier (Ain)
El Grand Colombier es una cumbre del macizo del Jura, en el departamento francés de Ain, con una altitud de 1534 metros.

## Geografía
Situada en la región natural de Bugey, la cumbre domina el valle superior del Ródano y el lago Bourget (ubicado en el departamento de Saboya), así como la ciudad de Culoz en Ain. Desde el Grand Colombier, los caminos y rutas de senderismo continúan en el balcón sobre las montañas de Bugey hacia la meseta de Retord.
En la cima, es posible ver el desfile de Écluse, las montañas del Jura, el Vuache y la Salève, el lago Lemán y Ginebra, los Alpes de Berna (incluido el Oldenhorn y los Diablerets), la meseta de Glières, el Dents du Midi, lago de Annecy, Semnoz y Parmelan, macizo de Aravis, Mont Blanc, Vanoise, Bauges, macizo de Belledonneo el macizo de Chambaran, Lyon, y el macizo de Pilat en el Macizo Central. Cuando hace buen tiempo es posible ver el Vercors, la meseta Vans y las montañas Ardèche, las montañas de Drill hasta Chasseral, en el Jura suizo.
El col du Grand Colombier se encuentra cerca del punto más alto; tiene porcentajes superiores al 20%, lado Bugey.
|  |  |

|  |  |

## En la cultura popular
El sitio Grand Colombier juega un papel importante en la novela de ciencia ficción "The Blue Peril" de Maurice Renard, publicada en 1910.
- Datos: Q748241
- Multimedia: Grand Colombier (Ain) / Q748241